# Pierre Tanguy
Pierre Tanguy är huvudpersonen Erik Pontis kamrat på internatskolan Stjärnsberg i Jan Guillous roman Ondskan. Pierre Tanguy spelas i filmen av Henrik Lundström. I filmatiseringen av Men inte om det gäller din dotter spelas han av Reuben Sallmander.
Tanguy förekommer senare också i Guillous böcker Tjuvarnas marknad, Fienden inom oss och Men inte om det gäller din dotter.
Efter att ha rymt från internatskolan, tar Tanguy värvning i den franska främlingslegionen vid 16 års ålder och tjänstgör i 40 år innan han pensioneras. När han väl är pensionerad, flyttar han till Sverige, och gifter sig med polisintendenten Ewa Johnsén och får dottern Nathalie. Han skriver sedan, i Sverige, sina memoarer som främlingslegionär, vilka blir en stor succé. 

## Framträdanden (urval)

### Romaner
- Ondskan (1981)
- Tjuvarnas marknad (2004)
- Fienden inom oss (2007)
- Men inte om det gäller din dotter (2008)

### Filmer och TV-serier
- Ondskan (2003) – spelad av Henrik Lundström
- Hamilton – Men inte om det gäller din dotter (2012) – spelad av Reuben Sallmander
- Ondskan (TV-serie) (2023) - spelad av Mikeal Alexander Gustafsson